# Bodeh (Bodeh)
Bodeh is een bestuurslaag in het regentschap Pemalang van de provincie Midden-Java, Indonesië. Bodeh telt 1297 inwoners (volkstelling 2010).